# Miliszewy
Miliszewy – wieś w Polsce, położona w województwie kujawsko-pomorskim, w powiecie golubsko-dobrzyńskim, w gminie Ciechocin.

## Podział administracyjny
| SIMC    | Nazwa   | Rodzaj    |
| ------- | ------- | --------- |
| 0842450 | Chrusty | część wsi |
| 0842466 | Lądy    | część wsi |

W latach 1975–1998 miejscowość administracyjnie należała do województwa toruńskiego.

## Demografia
Według Narodowego Spisu Powszechnego (III 2011 r.) wieś liczyła 467 mieszkańców. Jest czwartą co do wielkości miejscowością gminy Ciechocin.